# Кореньовський Василь Петрович
Васи́ль Петро́вич Кореньо́вський — технічний директор Rovertech, ветеран російсько-української війни. Один із розробників Розміновувач "Змій" (КНРО "ЗМІЙ") та "Змій" Логістичний.

## Нагороди
За особисту мужність і героїзм, виявлені у захисті державного суверенітету та територіальної цілісності України, вірність військовій присязі під час російсько-української війни, відзначений — нагороджений
- 27 червня 2015 року — орденом «За мужність» III ступеня.

З нагоди Дня науки України за вагомий особистий внесок у розвиток вітчизняної науки, зміцнення науково-технічного потенціалу України в умовах воєнного стану, багаторічну сумлінну працю та високий професіоналізм згідно указу президента України Володимира Зеленського №307/2025.
- 15 травня 2025 року - орденом "За заслуги" III ступеня

## Суспільна діяльність
16 червня 2025 року Василь Кореньовський взяв участь в освітній програмі для молоді, зокрема як технічний експерт і ментор у рамках “STEM-табору: дрони для безпеки”. Програма створена для дітей загиблих, полонених військових та ветеранів, і має на меті не лише познайомити молодь із сучасними технологіями, а й дати їм змогу на практиці долучитися до створення рішень для гуманітарного розмінування.